# Curt Wachsmuth

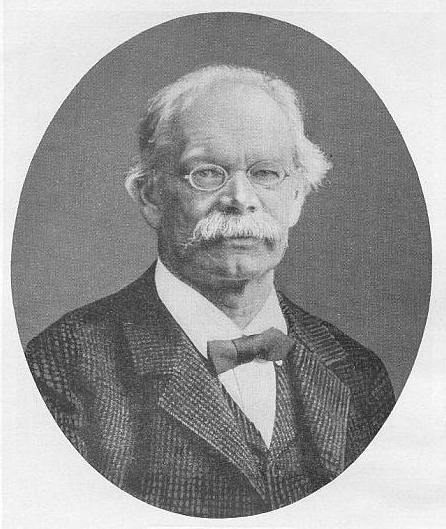
Curt Wachsmuth in den Imagines Philologorum von Alfred Gudeman (1911)

Curt Wachsmuth, normiert Kurt Wachsmuth (* 27. April 1837 in Naumburg (Saale); † 8. Juni 1905 in Leipzig) war ein deutscher Klassischer Philologe und Althistoriker.

## Leben

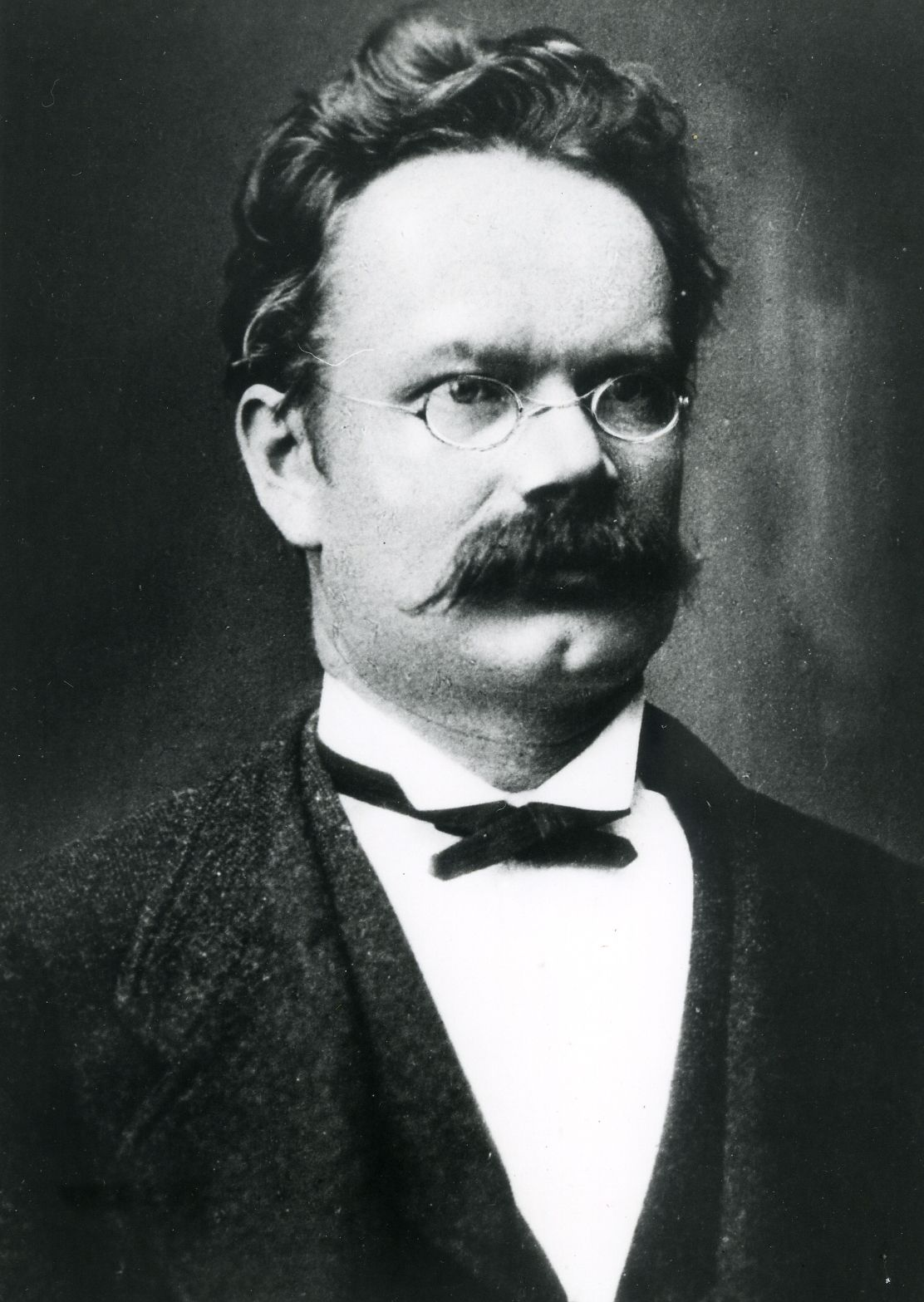
Curt Wachsmuth (1884)

Curt Wachsmuth war der Sohn des Justizrates Julius Wachsmuth (1803–1877). Vorgebildet ab der Landesschule Pforta, studierte er seit 1856 an den Universitäten Jena und Bonn. Während seines Studiums wurde er 1856 Mitglied der Burschenschaft Arminia auf dem Burgkeller. Er ging nach halbjährigem Aufenthalt in Berlin als Lehrer am Joachimsthalschen Gymnasium im Herbst 1860 mit dem archäologischen Reisestipendium nach Italien, fungierte 1861 als Secretaire interprete bei der preußischen Gesandtschaft in Athen, habilitierte sich 1862 in Bonn für Klassische Philologie und Alte Geschichte, wurde 1864 ordentlicher Professor in Marburg und dort in seinem letzten Jahr Prorektor, 1868 in Göttingen und Ostern 1877 in Heidelberg. Seit 1886 lehrte Wachsmuth in Leipzig, wo er in der Nachfolge des Philologen Ludwig Lange den Lehrstuhl für Alte Geschichte und Klassische Philologie übernahm. Er war zugleich Leiter des historischen wie auch philologischen Seminars der Leipziger Universität. Sein Nachfolger auf dem althistorischen Lehrstuhl wurde 1906 Ulrich Wilcken. Wachsmuth war 1868/69 Rektor der Marburger und 1897/98 Rektor der Leipziger Universität. 1884 wurde er zum korrespondierenden Mitglied der Göttinger Akademie der Wissenschaften gewählt. Seit 1891 war er auswärtiges Mitglied der Bayerischen Akademie der Wissenschaften.
Wachsmuths Interesse beschränkte sich nicht nur auf Geschichte oder Philologie. So kam es vor, dass er, wie übrigens auch Karl Lamprecht, naturwissenschaftlichen Vorträgen u. a. des Chemikers Wilhelm Ostwald beiwohnte. Dieses ist auch durch ein Foto in Ostwalds 1927 erschienenen Lebenslinien bezeugt, auf dem bei einem Vortrag Ostwalds mit Experiment Wachsmuth und Lamprecht unter den Zuhörern zu sehen sind.
Mit dem ebenfalls in Leipzig lehrenden Althistoriker und Kulturhistoriker Ernst Wilhelm Gottlieb Wachsmuth besteht kein engeres verwandtschaftliches Verhältnis.
Wachsmuth war seit 1865 verheiratet mit Marie Luise Henriette Wachsmuth, geborene Ritschl, der Tochter des Philologen Friedrich Ritschl. Mit ihr hatte er einen Sohn, den Physiker Richard Wachsmuth. Curt Wachsmuths Enkel war der Chirurg Werner Curt Wachsmuth.

## Werk
Neben seiner Bedeutung als Philologe hatte Wachsmuth besondere Bedeutung als Althistoriker mit seiner Topographie von Griechenland und insbesondere des antiken Athens. Seine Beschreibung Athens darf als ein Meisterstück für die Kritik antiker Quellen gelten, wenn sie auch unvollendet geblieben ist. Sie endet mit der Zeit Justinians I. Die Geschichte der Stadt Athens im Mittelalter von Ferdinand Gregorovius schließt sich unmittelbar an.
Sind zwar viele von Wachsmuths Schlussfolgerungen durch neuere archäologische Ergebnisse nicht mehr haltbar, so bleibt hier doch das Verdienst, die relevanten antiken Quellen insbesondere für die Topographie Athens in einem inhaltlichen Zusammenhang gestellt zu haben. Die zeitgenössische archäologische Literatur wurde dabei intensiv herangezogen.
In Wachsmuths Werk flossen noch die Klassische Philologie und die Alte Geschichte in einem Maße zu einer Einheit zusammen, die auch seinen Ruf als Gelehrten ausmachten, der für beide Disziplinen eine Art Wegscheide bedeutet. Das machte der Philologe Justus Hermann Lipsius deutlich mit den Worten: „der letzte Vertreter jener gelehrten Generation, in dem zwei auseinandergehende Studiengebiete, das klassisch-philologische und das althistorische, zu einer Einheit verschmolzen.“. Unter diesem Blickwinkel verdient auch seine  Einleitung in das Studium der Alten Geschichte (Leipzig 1895) Beachtung.

## Schriften (Auswahl)
- De Timone Phliasio ceterisque sillographis graecis. Leipzig 1859.
- De Cratete Mallota. Leipzig 1860.
- Das alte Griechenland im neuen. Bonn 1864.
- Die Stadt Athen im Altertum. 2 Bände. Leipzig 1874–1890.
- Studien zu den griechischen Florilegien. Berlin 1882.
- Ausgaben von Lydus de ostentis und den griechischen Kalendern (Leipzig 1863), des Stobäus (Berlin 1884,  Bände) und der Sillographorum graecorum reliquiae (Leipzig 1885).